# Manglaur
Manglaur is een stad en gemeente in het district Haridwar van de Indiase staat Uttarakhand. 

## Demografie
Volgens de Indiase volkstelling van 2001 wonen er 42.782 mensen in Manglaur, waarvan 53% mannelijk en 47% vrouwelijk is. De plaats heeft een alfabetiseringsgraad van 37%. 